# 99 Dika
99 Dika (mednarodno ime 99 Dike, starogrško starogrško Δίκη: Díke) je  velik in temen asteroid tipa C v glavnem asteroidnem pasu.

## Odkritje
Asteroid je odkril Alphonse Louis Nicolas Borrelly (1842 – 1926) 28. maja 1868.. Poimenovan je po Diki, boginji pravice iz grške mitologije.

## Lastnosti
Asteroid Dika obkroži Sonce v 4,35 letih. Njegova tirnica ima izsrednost 0,197, nagnjena pa je za 13,858° proti ekliptiki. Njegov premer je 71,9 km, okrog svoje osi pa se zavrti v 10,35 urah .